# Triolena
Triolena es un género de plantas pertenecientes a la familia Melastomataceae originaria desde el sur de México al sur de Bolivia. Comprende 22 especies descritas y de estas, solo 20 aceptadas.

## Descripción
Son hierbas o subarbustos sufrutescentes, erectos, decumbentes o radicantes. Flores 5-meras, en racimos helicoidales en su mayoría terminales o axilares, pedunculados. Hipanto terete en la antesis, de paredes delgadas, perdiendo la capa exterior rápidamente antes que se desarticulen las cápsulas. Lobos del cáliz redondeados a deltoides, hialinos y generalmente ocultos por los dientes del cáliz subulados, exteriores, proyectados. Pétalos glabros, elípticos a angostamente obovados. Estambres 10, glabros; anteras linear-oblongas, el poro ventralmente inclinado o rara vez truncado, el conectivo de las anteras antisépalas modificado ventribasalmente formando 2 o 3 apéndices erectos o curvados hacia arriba, filiformes o claviformes, iguales o más largos que las tecas de las anteras. Ovario súpero o parcialmente ínfero, 3-locular, expandido apicalmente formando un collar rodeando la base del estilo. Fruto en cápsula triquetra con un collar apical acrescente alargado más allá de la punta del ovario formando un borde truncado; semillas en su mayoría 0.5 mm, obpiramidales, claviformes u obpiriformes, papiladas o tuberculadas con un rafe lateral marcado.

## Taxonomía
El género fue descrito por Charles Victor Naudin y publicado en Annales des Sciences Naturelles; Botanique, sér. 3 15(4): 328, t. 18, f. 2. 1850. La especie tipo es: Triolena scorpioides Naudin

## Especies aceptadas
A continuación se brinda un listado de las especies del género Triolena aceptadas hasta mayo de 2014, ordenadas alfabéticamente. Para cada una se indica el nombre binomial seguido del autor, abreviado según las convenciones y usos. 
- Triolena allardii (Wurdack) Wurdack
- Triolena amazonica (Pilg.) Wurdack
- Triolena asplundii Wurdack
- Triolena barbeyana Cogn.
- Triolena calciphila (Standl. & Steyerm.) Standl. & L.O. Williams
- Triolena campii (Wurdack) Wurdack
- Triolena dressleri Wurdack
- Triolena hirsuta (Benth.) Triana
- Triolena hygrophylla (Naudin) L.O. Williams
- Triolena izabalensis Standl. & Steyerm.
- Triolena obliqua (Triana) Wurdack
- Triolena paleolata Donn. Sm.
- Triolena pedemontana Wurdack
- Triolena pileoides (Triana) Wurdack
- Triolena pluvialis (Wurdack) Wurdack
- Triolena pumila Umaña & Almeda
- Triolena pustulata, Triana
- Triolena scorpioides Naudin
- Triolena spicata (Triana) L.O. Williams
- Triolena stenophylla (Standl. & Steyerm.) Standl. & L.O. Williams